# Georg Gedda
Georg Gedda, född 19 juni 1755 i Pyttis i Finland, död 22 oktober 1806 i Stockholm, var en svensk militär.

## Biografi
Georg Geddas föräldrar var postkommissarien i Aborrfors Georg Gedda och Katarina Kyrkhain. Efter avslutade studier i Uppsala gick Gedda, endast sjutton år gammal, i fransk krigstjänst och anställdes vid regementet Royal suédois. Med detta gjorde han fälttågen 1781–83, deltog han i anfallet på Mahóns, Gibraltars belägring samt sjöslaget vid Kap Spartel (Cabo Espartel). Han befordrades till kapten och skickades 1785 tillsammans med några franska officerare till Neapel, för att försöka införa ordning och krigsmoral inom den demoraliserade neapolitanska hären. Under denna tid befordrades han till major och adjutant hos general Salis och fick i uppdrag att exercera ett par regementen.
Då han återkommit till Frankrike 1791, kommenderade han en gränspostering av infanteri och dragoner för att bevaka den österrikiska härens rörelser. När Gustav III samma år hemkallade alla svenska officerare i fransk tjänst, måste Gedda återvända till Sverige, där han strax befordrades till major och brigadadjutant vid Livregements-brigadens lätta infanteri. Överste i armén 1795 och sekundchef för Livregementets värvade infanteri 1796. Han adlades 1797 med bibehållet namn.
Georg Gedda gifte sig 1797 med Margareta Ulrika Flodin, dotter till biskop Johan Gustaf Flodin i Västerås.

## Utmärkelser
- Riddare av Svärdsorden - 24 november 1794
- Adlad - 1 november 1797